# یواس‌اس مارینر (اس‌پی-۱۱۳۶)
یواس‌اس مارینر (اس‌پی-۱۱۳۶) (به انگلیسی: USS Mariner (SP-1136)) یک کشتی بود که طول آن ۱۰۹ فوت ۶ اینچ (۳۳٫۳۸ متر) بود. این کشتی در سال ۱۸۹۹ ساخته شد.